# Przyjaciele (zespół muzyczny)
Przyjaciele – polski zespół muzyczny, który w połowie lat 90. założyli dziennikarz, kompozytor i autor tekstów Wojciech Płocharski (m.in. twórca słów przeboju „Klub wesołego szampana” Formacji Nieżywych Schabuff) oraz instrumentalista grupy Kult – Janusz Grudziński.
Duet nagrał pod koniec 1993 roku studyjny album Cyfry, który w 1994 r. ukazał się w formie kasety oraz programu telewizyjnego Przyjaciele nadchodzą (TVP). W 2007 roku nastąpiła reedycja na płycie cd, w 2012 r. album trafił do międzynarodowej sprzedaży elektronicznej.
Zespół zrealizował w ramach projektu jedenaście piosenek – w różnych konwencjach artyst., często w poetyce absurdu, surrealizmu i w rozmaitych aranżacjach muzycznych.

## Dyskografia
- Cyfry
  - MC S.P. Records (1994)
  - CD Agencja Artystyczna MTJ (2007)